# Tafos
Tafos, na mitologia grega, é um reino insular, localizado nas ilhas Equínadas.
A colônia foi fundada por Tafos, filho de Posidão e de Hippothoe, filha de Mestor e Lysidice. Seu filho e sucessor foi Ptérelo, que tinha um cabelo de ouro, presente de Posidão, que o tornava imortal.